# 沙河股份
沙河实业股份有限公司 （深交所：000014，简称：沙河股份）是中国一家从事房地产开发经营、国内商业、物资供销业、兴办实业的上市公司。公司总股本20170.519万股（2020年），总部位于深圳市南山区白石路2222号沙河世纪楼，法人代表为陈勇。